# Tommy Ferrari
Tommy Ferrari (Aosta, 17 giugno 1970) è un allenatore di pallavolo italiano.

## Carriera
Appassionato di sport sin dalla tenera età, Tommy ha partecipato a campionati regionali e italiani di sci alpino e di tennis. Dall'età di 18 ai 28 anni gioca a pallavolo nell'Olimpia Volley di Aosta (serie C) e nel Biella Volley (serie B2).
Nel 1998 inizia ad allenare alcune squadre femminili valdostane giovanili e partecipanti al campionato regionale di serie C.
Inizia poi la sua carriera di allenatore nella massima serie nel 2002, affiancando dapprima Luciano Pedullà e, successivamente all'esonero di questi, Lang Ping alla guida dell'Asystel Novara. Nella stagione 2002-03 la squadra piemontese vince la Coppa CEV a Perugia contro il Las Palmas e gioca la finale dei play-off scudetto persa dopo quattro gare contro la Despar Perugia. Nella stagione 2003-04, sempre come secondo di Lang Ping, conquista la Supercoppa Italiana nella gara di Siracusa contro Perugia e la Coppa Italia a Bergamo contro la Radio105 Foppapedretti. Al termine del campionato l'Asystel disputa una storica finale scudetto che la vede soccombere di fronte a Bergamo dopo cinque partite.
Nel 2005 esordisce da primo allenatore alla guida della Sant'Orsola di Alba, partecipante al campionato di Serie B1. Affiancato dal direttore sportivo Consuelo Mangifesta, Ferrari guida la squadra al quinto posto in classifica; nel 2006 è secondo di Marco Mencarelli nella Nazionale Juniores, che conquista la medaglia d'oro ai Campionati Europei di Saint-Dié-des-Vosges.
Nella stagione 2006-07 fa il suo esordio da primo allenatore in A1, subentrando in corsa alla guida della Tena Santeramo; con Matteo Bertini secondo allenatore centra l'obiettivo salvezza alla penultima giornata. Nel 2007, sempre come vice di Mencarelli, partecipa ai Campionati del Mondo Juniores a Nakhon Ratchasima, in Thailandia, dove le giovani atlete azzurre, pur confermandosi prima squadra europea, non riescono a conquistare le semifinali.
All'inizio della stagione 2007-08 succede nuovamente a Pedullà alla guida dell'Unicom Starker Kerakoll Sassuolo esordiente in A1, affiancato da Marco Paglialunga. Con la squadra emiliana partecipa ai quarti dei play-off scudetto, raggiungendo anche la final-eight di Coppa Italia. È confermato alla guida del club anche per la stagione 2008-09, nella quale porta nuovamente la squadra a qualificarsi per la "final-eight" di Coppa Italia e a chiudere il campionato di massima serie al settimo posto.
Nel 2010 consegue le qualifiche di Docente nazionale e di Direttore di scuola di pallavolo federale.
Nella stagione 2010-2011 si dedica al settore maschile, allenando la squadra valdostana dell'Olimpia Aosta, nel campionato regionale di serie C, con la quale affronta i play-off.
Nelle stagioni 2011-2012 e 2012-2013, oltre a guidare nuovamente l'Olimpia Aosta, assume la direzione tecnica del settore giovanile della società e della Scuola di pallavolo Città di Aosta. È stato inoltre incaricato come allenatore della rappresentativa femminile valdostana fino al 2018.
Nel mese di settembre 2012 entra a far parte dello staff di qualificazione nazionale maschile della FIPAV.
A gennaio 2014 guida, insieme al team manager Tim Kelly una Selezione Universitaria Statunitense al Torneo internazionale Mimmo Fusco (Latina) classificandosi al secondo posto. L'anno seguente ripete l'esperienza al medesimo Torneo, posizionandosi al terzo posto.
Ha allenato le squadre giovanili femminili della Scuola di Pallavolo di Aosta, con cui nella stagione 2016/2017 ha vinto i campionati U13 e U14 regionali regalando alle sue ragazze le finali nazionali di Treviso.
Dal 2018 torna a dedicarsi al maschile, allenando le squadre giovanili dell'Olimpia Aosta e la rappresentativa maschile valdostana fino al 2020.
Nella stagione 2021-2022 è alla guida della squadra U17 della Colombo Genova ed è direttore sportivo dell'Albaro Volley Genova.

## Vita privata
Sposato con Silvia dal 2002, ha due figli, Gaia e Simone, e vive in Valle d'Aosta.
Appassionato di musica, nel 1999 ha partecipato come cantautore all'Accademia di Sanremo.
È assaggiatore di vini per l'Associazione O.N.A.V. dal 2009. 